# Sẻ thông họng vàng
Sẻ thông họng vàng, còn gọi là sẻ thông Việt Nam (danh pháp hai phần: Chloris monguilloti) là loài chim thuộc họ Sẻ thông. Chúng là loài đặc hữu của Việt Nam. Môi trường sống của chúng là các khu rừng nhiệt đới và cận nhiệt đới. Chúng đang bị đe dọa mất môi trường sống.

## Đặc điểm nhận dạng
Sẻ thông họng vàng có màu lông ở đầu màu nâu thẫm, họng vàng.

## Sinh học, sinh thái
Sẻ thông họng vàng chỉ phân bố ở vùng núi cao thuộc tỉnh Lâm Đồng ( trên độ cao từ 1 km -đến 2 km ), thường chỉ gặp trong những vùng rừng thông thưa thớt và khu vực trồng trọt của dân cư sinh sống. Chúng sống định cư và làm tổ, kiếm ăn theo từng đàn nhỏ. Thời gian sinh sản khoảng thời gian từ tháng 12 - tháng 5 năm sau. Tổ làm trên trên cành thông, hình chén.

## Phân bố
Tại Việt Nam: Đà Lạt, Cao nguyên Lâm Viên, Di Linh (Lâm Đồng) .